# Sylvilagus aquaticus
El conejo de pantano o conejo de ciénaga (Sylvilagus aquaticus) es una especie de mamífero lagomorfo de la familia Leporidae. Es una especie de gran tamaño y alcanza hasta 3 kg de peso. Vive en zonas pantanosas en la región del río Misisipi en Estados Unidos. No se debe confundir con el conejo de los pantanos (Sylvilagus palustris).

## Hábitat
Esta especie habita exclusivamente la zona centro-sur de Estados Unidos. Le gustan las zonas pantanosas, habitando en ciénagas de baja altitud próximas al agua.

## Descripción
Es la especie de mayor tamaño de entre los conejos cola de algodón. Al contrario que en la mayoría de especies de este género, las hembras son aproximadamente del mismo tamaño que los machos. Las orejas son de tamaño mediano, de aproximadamente 6,5 cm y el peso oscila de 1,5 kg hasta los 3 kg. El pelaje es en su mayoría marrón a excepción de algunas zonas blancas por la parte de abajo, especialmente en la cola, de donde reciben el nombre de "cola de algodón" estos lepóridos. Los pelos son cortos y finos. Las hembras pueden tener 4 o 5 pares de mamas.

## Reproducción
El apareamiento ocurre prácticamente durante todo el año. Los machos luchan entre ellos para conseguir acceso a las hembras en celo. Tras un periodo de gestación de 40 días, la hembra da a luz de 1 a 6 gazapos. El parto se produce en nidos hechos por las hembras a partir de vegetación muerta cubierta por un forro de piel. Los jóvenes alcanzan el tamaño adulto a las 30 semanas.

## Comportamiento
Son animales solitarios, juntándose con otros individuos de su especie principalmente en la época de apareamiento, donde la jerarquía de los machos establece quién tiene prioridad para copular con las hembras. Solo emiten sonidos cuando sienten angustia o dolor, produciendo unos agudos chillidos.
Usan una gran variedad de tácticas para evadir a sus depredadores. Pueden huir en línea recta a una velocidad de hasta 77 km/h. También pueden correr en zig-zag o correr moviéndose entre agujeros y huecos de los árboles. Son unos excelentes nadadores y se sabe que para esconderse de sus perseguidores puede sumergirse completamente en el agua, a excepción de la nariz, y permanecer inmóviles hasta que el peligro pase.